# Ampulicini
Tribu
Les Ampulicini sont une tribu d'insectes hyménoptères de la famille des Ampulicidae.

## Liste des genres
Selon BioLib (13 juillet 2025) :
- Ampulex Jurine, 1807
- Trirogma Westwood, 1841